# Oosterweelsepoort
De Oosterweelsepoort was geen echte poort maar sinds 1864 eerder het jaagpad van Antwerpen naar Oosterweel tussen het Noordkasteel  en de Schelde. De voornoemde citadel was een onderdeel van de Stelling van Antwerpen. In tijden van gevaar kon dit jaagpad door het weghalen van bruggen onderbroken worden. Later werd hier de Oosterweelsesteenweg aangelegd.
Van noord naar zuid met de klok mee: Oosterweelsepoort · Ekersepoort · Bredapoort · Schijnpoort · Turnhoutsepoort · Herentalsepoort · Leopoldpoort · Louisapoort · Borsbeeksepoort · Spoorbaanpoort · Berchemsepoort · Mechelsepoort · Edegemsepoort · Wilrijksepoort · Sint-Laureinspoort · Kielsepoort · Boomsepoort · Spoorwegpoort · Sint-Bernardsepoort · Sint-Michielspoort · Hobokensepoort